# Matthew Green
Matthew Green (Hull, Inglaterra, 1972) es un entrenador de fútbol. Dirigió a la selección de fútbol de las Islas Turcas y Caicos (considerada la peor selección de fútbol de la historia). Es considerado el mejor entrenador de esta selección ya que desde su mandato la Selección de fútbol de las Islas Turcas y Caicos ganó 2 partidos de los 3 que ganó en su historia.

## Entrenador
| Club / Selección                                 | País                  | Año         |
| ------------------------------------------------ | --------------------- | ----------- |
| Selección de fútbol de las Islas Turcas y Caicos | Islas Turcas y Caicos | 2006 - 2008 |

## Estadísticas
| Club / Selección                                 | PJ | PG | PE | PP |
| ------------------------------------------------ | -- | -- | -- | -- |
| Selección de fútbol de las Islas Turcas y Caicos | 5  | 2  | 0  | 3  |